# Ботогольське родовище графіту
Ботогольське родовище графіту (рос. Ботогольское месторождение графита; також у джерелах зустрічається назва Алиберовское) — розташоване в центральній частині Східного Саяну, на вершині Ботогольського гольця в Бурятії. Відкрите в 1838 році, розробляється з 1847 року.

## Характеристика
Приурочене до девонської інтрузії лужних нефелінових сієнітів, які проривають слюдяні сланці, ґнейси, кварцити, мармуризовані вапняки протерозою. Породи метаморфізовані, зібрані в складногофровану складку. Поклади графітових руд мають форму еліпсоподібних або округлих штоків та гнізд об'ємом від декількох м³ до тисяч м³ (Корнельєвський шток).
Основні різновиди графіту — повнокристалічний, деревоподібний, краплеподібний (концентрично-скорлупуватий), лускатий. За текстурно-структурними особливостями і якістю руди поділяється на
- суцільні (вміст графітового вуглеводня 60% і більше),
- блокові (20-40%),
- вкраплені (10-30%),
- полосчаті.

## Мінерали
- графіт
- егірин
- кальцит
- доломіт
- нефелін
- канкриніт
- воластоніт

## Технологія розробки
Видобуток руди здійснюється підземним способом. На  родовищі розробляється південно-західний поклад.